# Uh-Huh
Uh-Huh è il settimo album discografico in studio del cantante statunitense John Mellencamp (realizzato a nome John Cougar Mellencamp), pubblicato nel 1983. 

## Tracce
1. Crumblin' Down – 3:33
2. Pink Houses – 4:43
3. Authority Song – 3:49
4. Warmer Place to Sleep – 3:48
5. Jackie O – 3:04
6. Play Guitar – 3:25
7. Serious Business – 3:25
8. Lovin' Mother fo Ya – 3:06
9. Golden Gates – 4:04